# Maxilly-sur-Léman
Maxilly-sur-Léman is een gemeente in het Franse departement Haute-Savoie (regio Auvergne-Rhône-Alpes) en telt 1020 inwoners (1999). De plaats maakt deel uit van het arrondissement Thonon-les-Bains.

## Geografie
De oppervlakte van Maxilly-sur-Léman bedraagt 4,1 km², de bevolkingsdichtheid is 248,8 inwoners per km².
De onderstaande kaart toont de ligging van Maxilly-sur-Léman met de belangrijkste infrastructuur en aangrenzende gemeenten.

## Demografie
Onderstaande figuur toont het verloop van het inwonertal (bron: INSEE-tellingen).